# (400219) 2007 CA55
(400219) 2007 CA55 es un asteroide perteneciente al cinturón exterior de asteroides, descubierto el 13 de enero de 2007 por el equipo del Lincoln Near-Earth Asteroid Research desde el Laboratorio Lincoln, Socorro, Nuevo México.

## Designación y nombre
Designado provisionalmente como 2007 CA55.

## Características orbitales
2007 CA55 está situado a una distancia media del Sol de 3,200 ua, pudiendo alejarse hasta 3,952 ua y acercarse hasta 2,448 ua. Su excentricidad es 0,234 y la inclinación orbital 13,17 grados. Emplea 2091,26 días en completar una órbita alrededor del Sol.

## Características físicas
La magnitud absoluta de 2007 CA55 es 15,4.